# Principio de Pareto

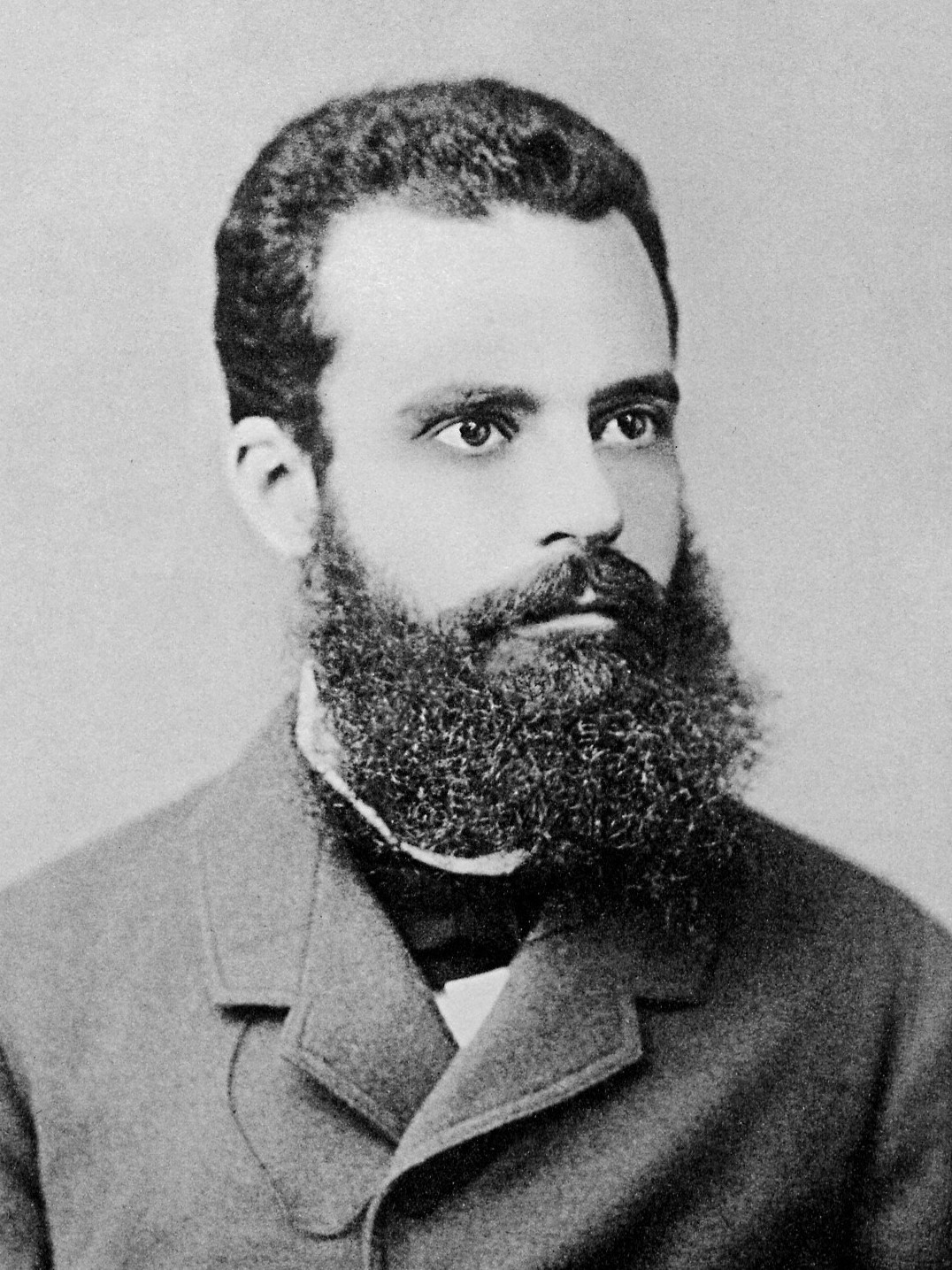
Vilfredo Pareto

El principio de Pareto, denominado también regla del 80/20 o ley del 80/20, es un concepto formulado por el economista italiano Vilfredo Pareto en 1896. Este principio establece que, en muchos fenómenos, aproximadamente el 80 % de los efectos o resultados son causados por el 20 % de las causas o factores.
Pareto observó originalmente que alrededor del 80 % de la tierra en Italia era propiedad del 20 % de la población, lo que dio origen a la formulación de la ley empírica.
El principio ha sido ampliamente aplicado en diversos campos, tales como la economía, la administración de empresas, la ingeniería de calidad, la gestión del tiempo, y la distribución de recursos. En el ámbito empresarial, por ejemplo, se ha observado que el 80 % de las ventas provienen del 20 % de los clientes o productos.
Joseph Juran sugiere que el principio no debe tomarse como una ley matemática estricta, ya que las proporciones exactas pueden variar, su utilidad radica en su capacidad para identificar desequilibrios y permitir una mejor toma de decisiones al centrarse en los aspectos que generan el mayor impacto.
Este principio se aplica también en la optimización de procesos, en la gestión de inventarios y en el análisis de riesgos, entre otros ámbitos.

## Descripción
Pareto enunció el principio basándose en el denominado conocimiento empírico. Mostró que la población se reparte entre dos grupos y estableció arbitrariamente la proporción 80/20 de modo tal que el grupo minoritario, formado por un 20 % de población, se reparte el 80 % de algo y el grupo mayoritario, formado por un 80 % de población, se reparte el 20 % de la misma riqueza o bien. En concreto, Pareto estudió la propiedad de la tierra en Italia y lo que descubrió fue que el 20 % de los propietarios poseían el 80 % de las tierras, mientras que el restante 20 % de los terrenos pertenecía al 80 % de la población restante.
Estas cifras son arbitrarias; no son exactas y pueden variar. Su aplicación reside en la descripción de un fenómeno y, como tal, es aproximada y adaptable a cada caso particular.
El principio de Pareto se ha aplicado con éxito a los ámbitos de la política y la economía. Se describió cómo una población en la que aproximadamente el 20 % ostentaba el 80 % del poder político y la abundancia económica, mientras que el otro 80 % de población, lo que Pareto denominó «las masas», tenía poca influencia política. Así sucede, en líneas generales, con el reparto de los bienes naturales y la riqueza mundial.
Si bien Pareto determinó esta relación basándose en sus estudios sobre la riqueza, la aplicación universal, es decir, la aplicación del principio a otras áreas fuera de la economía se debe al trabajo de Joseph Juran, quien encontró la relación 80-20 y la aplicó a otros fenómenos.

## Aplicaciones

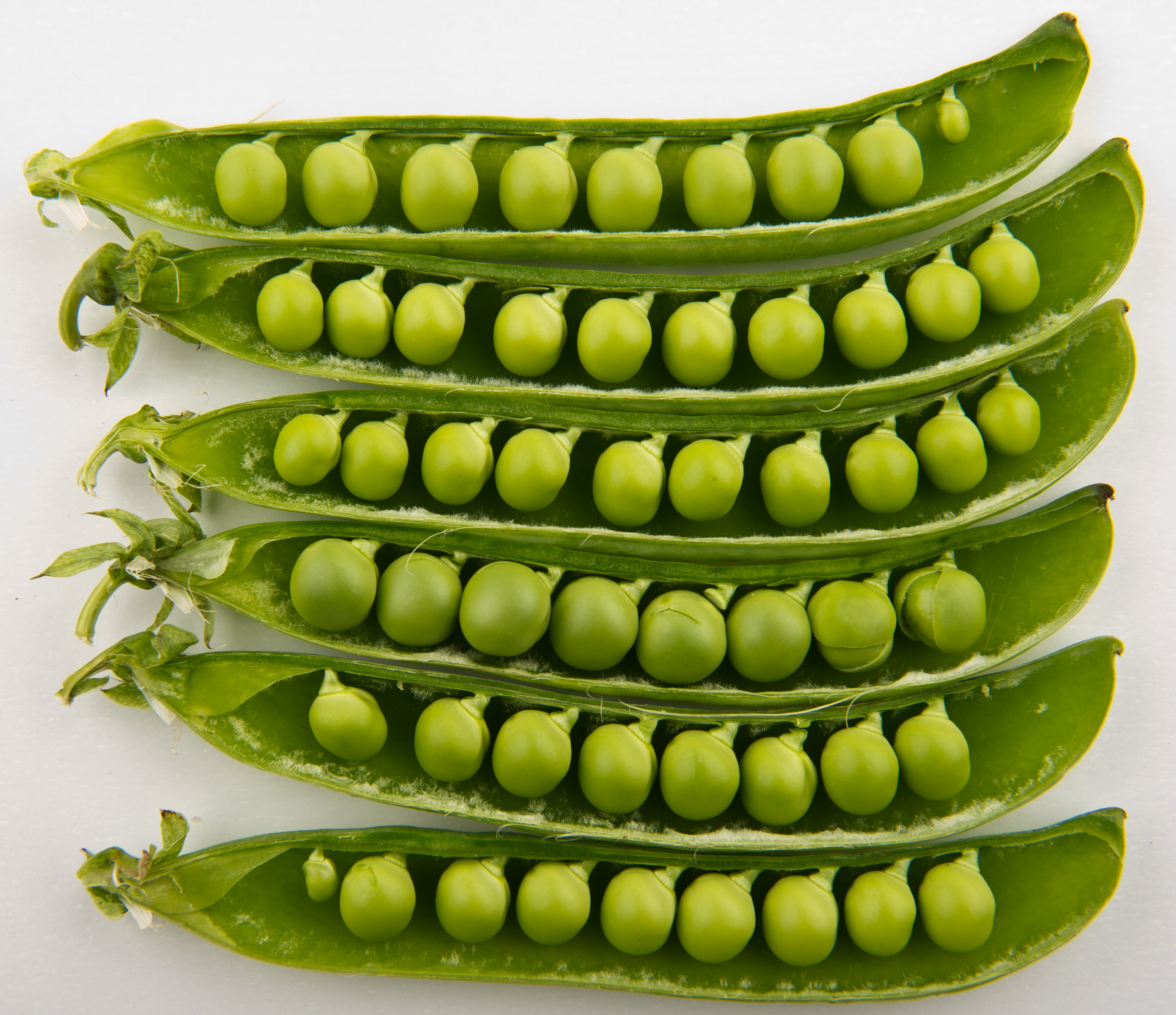
El Principio de Pareto asegura que un pequeño número de vainas produce la mayoría de los guisantes.

Cuando un almacén tiene un inventario grande, para concentrar los esfuerzos de control en los artículos o mercancías más significativos, se suele utilizar el principio de Pareto. Así, controlando el 20 % de los productos almacenados puede controlarse aproximadamente el 80 % del valor de los artículos del almacén. La clasificación ABC de los productos también se utiliza para agrupar los artículos dentro del almacén en un número limitado de categorías, cuando se controlan según su nivel de disponibilidad. Los productos A, 20 % de los artículos, que generan el 80 % de los movimientos del almacén, se colocarán cerca de los lugares donde se preparan los pedidos, para que se pierda el menor tiempo posible en mover mercancías dentro de un almacén.

### En control de calidad
El principio de Pareto permite utilizar herramientas de gestión, como el diagrama de Pareto, que se usa ampliamente en cuestiones relacionadas con el control de calidad (el 20 % de los defectos afectan en el 80 % de los procesos). Así, de forma relativamente sencilla, aparecen los distintos elementos que participan en un fallo y se pueden identificar los problemas realmente relevantes, que acarrean el mayor porcentaje de error.

### En ingeniería del software
De la misma manera, en el mundo de la ingeniería del software el principio de Pareto puede ser enunciado de diferentes formas:
- Así, por ejemplo, cuando hablamos de los costes de desarrollo podríamos decir que «el 80 % del esfuerzo de desarrollo (en tiempo y recursos) produce el 20 % del código, mientras que el 80% restante es producido con tan solo un 20 % del esfuerzo». Esto está estrechamente relacionado con el concepto de retorno del tiempo invertido (ROTI).
- Si hablamos de pruebas de software, el principio nos dice que «el 80 % de los fallos de un software es generado por un 20 % del código de dicho software, mientras que el otro 80 % genera tan solo un 20 % de los fallos».

La regla del noventa-noventa es una variación humorística basada en el mismo principio.

### En redes informáticas para ordenadores
Aplicando el principio de Pareto, el 80 % de los riesgos se pueden prevenir con el 20 % de los controles de seguridad. Es decir, implementando un número reducido de medidas de seguridad, se podrán evitar las amenazas informáticas en una red informática de forma proporcional.

### En administración de empresas
La aplicación de este principio, se da en la mejora de la cadena de valor, que el 80 % de los procesos en la cadena de valor, se logra con el 20 % de las actividades.